# Причал (посёлок)
Причал — посёлок в муниципальном районе «Печора» Республики Коми. Входит в сельское поселение «Каджером».

## Географическое положение
Посёлок расположен у реки Чикшина, в 105 км на юго-запад от города Печора.

## Климат
Климат умеренно-континентальный, лето короткое и умеренно-холодное, зима многоснежная, продолжительная и умеренно-суровая. Климат относится к умеренно холодному климатическому району. Климат формируется в условиях малого количества солнечной радиации зимой, под воздействием северных морей и интенсивного западного переноса воздушных масс. Вынос теплого морского воздуха, связанный с прохождением атлантических циклонов, и частые вторжения арктического воздуха с Северного Ледовитого океана придают погоде большую неустойчивость в течение всего года. Среднегодовая температура воздуха составляет −2,7°С. Средняя месячная температура самого холодного месяца — января −19,5°С. Абсолютный минимум — 55°С (1973). Средняя месячная температура самого теплого месяца — июля 16°С. Абсолютный максимум +35°С (1954). Число дней со средней суточной температурой воздуха выше нуля градусов составляет 162.

## История
Посёлок бывших сельскохозяйственных работников.

## Население
| 2010 |
| ---- |
| 81   |

### Национальный состав
Согласно результатам переписи 2002 года, в национальной структуре населения русские составляли 72 %   из 170 чел.

## Инфраструктура
ФАП.

## Транспорт
Дороги местного значения.